# OSPAR
OSPAR steht für „Oslo“ und „Paris“ und ist ein völkerrechtlicher Vertrag zum Schutz der Nordsee und des Nordostatlantiks.

## Vorläufer und Signatarstaaten
OSPAR (oder OSPARCOM) ist nach den beiden Vorläufern Oslo-Konvention und Paris-Konvention benannt. OSCOM (1972) betraf die Verklappung, PARCOM (1974) die Einleitung umweltgefährlicher Stoffe kontinentaler Herkunft. Nach dem Vertragsabschluss am 22. September 1992 in Paris wurden beide Konventionen durch OSPAR ersetzt. Der Begriff wird sowohl für den Vertrag als auch für die exekutive OSPAR-Kommission verwendet. Amtssitz des Sekretariats ist London.
Signatarstaaten sind Belgien, Deutschland, Dänemark, Finnland, Frankreich, Großbritannien, Irland, Island, Luxemburg, Norwegen, die Niederlande, Portugal, Spanien, Schweden, die Schweiz und die Europäische Union. Finnland, Luxemburg und die Schweiz haben über die Ostsee, die Mosel und den Rhein nur indirekten Kontakt mit den betreffenden Gewässern.
Die OSPAR ist zuständig für alles, was in die Nordsee oder den Nordatlantik eingeleitet, versenkt oder auf andere Weise eingebracht wird. Dazu gehören auch Windenergieanlagen und Bohrinseln.